# Aberdeen (Indiana)
Aberdeen è un census-designated place (CDP) degli Stati Uniti d'America, situato nello stato dell'Indiana, nella contea di Porter.